# 三月兔 (愛麗絲夢遊仙境)
三月兔（英語：March Hare），是刘易斯·卡罗尔1865年出版的《愛麗絲夢遊仙境》中的虛構角色，是一隻會像人類說話的兔子。在书中第7章《发疯的茶会》的茶话会场景登场。在《爱丽丝镜中奇遇》中被称为海发（英語：Haigha）。
主人公爱丽丝猜测，
|  | 三月兔大概最有趣，现在已经五月份，该不会疯疯癫癫了——至少不会像三月份那样。 |

“疯如三月兔”（英語：Mad as a March hare）是一个常见的英式英语短语，无论是在现在还是在刘易斯·卡罗尔的时代。它最开始出现在约翰·海伍德于1546年出版的谚语集中。据马丁·加德纳在《爱丽丝的注释》中写到，这条谚语是基于人们对野兔在漫长的繁殖季节开始时的行为的普遍看法，在英国，这种繁殖季节从2月持续到9月。在交配季节初期，不发情期的雌性经常用它们的前腿击退过度热情的雄性。过去人们错误地认为这是雄性为争夺繁殖优势而进行的战斗。
三月兔就像朋友瘋帽客一样，总是被迫表现得好像现在是喝茶时间，因为据说瘋帽客在为红心皇后唱歌时“埋葬了时间”。在约翰·坦尼尔爵士（英語：Sir John Tenniel）的插图中，他头上还戴着稻草，这是维多利亚时代描绘疯狂的常见手法。三月兔后来出现在“红心K” 的审判中，并最终定名为海发（英語：Haigha）(据卡罗尔说，它与“Mayor”（市长）押韵并且与“Hare”（野兔）不发r音的口音同音)。在《爱丽丝镜中奇遇》中，他亲自给白方国王送信（爱丽丝要么不知道他就是她早些时候梦里的三月兔，要么就选择不对此发表评论）。

## 出现
它曾經和愛麗絲、瘋帽客、睡鼠在它家的宅院裡享用過一場狂野的大茶會。起初，三月兔藉故茶會空間有限，謝絕愛麗絲加入。但沒多久，這個謊言被愛麗絲識破了，所以三月兔勉強同意她成為茶會的一份子。它和瘋帽客二人喋喋不休地朝愛麗絲講述謎語和亂七八糟的故事，言談期間，愛麗絲被他倆此起彼伏的侮辱聲音弄得無可忍受，就離開了。